# Mikołaj Lorens
Mikołaj Lorens (ur. 30 stycznia 2002) – polski tenisista, finalista Australian Open 2020 w grze podwójnej chłopców, medalista mistrzostw Polski juniorów.

## Kariera tenisowa

### Kariera juniorska
W 2017 roku zdobył brązowy medal na olimpijskim festiwalu młodzieży Europy w grze podwójnej. W tym samym roku został finalistą mistrzostw Polski juniorów w konkurencji gry podwójnej, natomiast rok później zdobył tytuł juniorskiego mistrza kraju w grze mieszanej.
W 2019 roku w parze z Wojciechem Markiem zajęli drugie miejsce w grze podwójnej podczas mistrzostw Europy juniorów. W tym samym roku Lorens został mistrzem Polski w grze pojedynczej juniorów, a w grze podwójnej zajął miejsce 3–4. W grudniu zwyciężył w deblu podczas Orange Bowl, nieoficjalnych mistrzostw świata juniorów.
W 2020 roku awansował do finału rozgrywek deblowych podczas wielkoszlemowego Australian Open. Razem z partnerującym mu Kārlisem Ozoliņšem w meczu mistrzowskim przegrali z deblem Nicholas David Ionel–Leandro Riedi wynikiem 7:6(8), 5:7, 4–10. W tym samym turnieju odpadł w pierwszej rundzie zawodów singlowych.
Najwyżej sklasyfikowany w juniorskim rankingu ITF był na 28. pozycji (3 lutego 2020).

### Kariera zawodowa
W rankingu ATP Tour w grze pojedynczej Lorens najwyżej sklasyfikowany był na 1579. miejscu (9 grudnia 2019).

### Finały juniorskich turniejów wielkoszlemowych

#### Gra podwójna (0–1)
| Końcowy wynik | Nr | Data             | Turniej                    | Nawierzchnia | Partner        | Przeciwnicy                        | Wynik finału      |
| ------------- | -- | ---------------- | -------------------------- | ------------ | -------------- | ---------------------------------- | ----------------- |
| Finalista     | 1. | 31 stycznia 2020 | Australian Open, Melbourne | Twarda       | Kārlis Ozoliņš | Nicholas David Ionel Leandro Riedi | 7:6(8), 5:7, 4–10 |